# Hari Singh

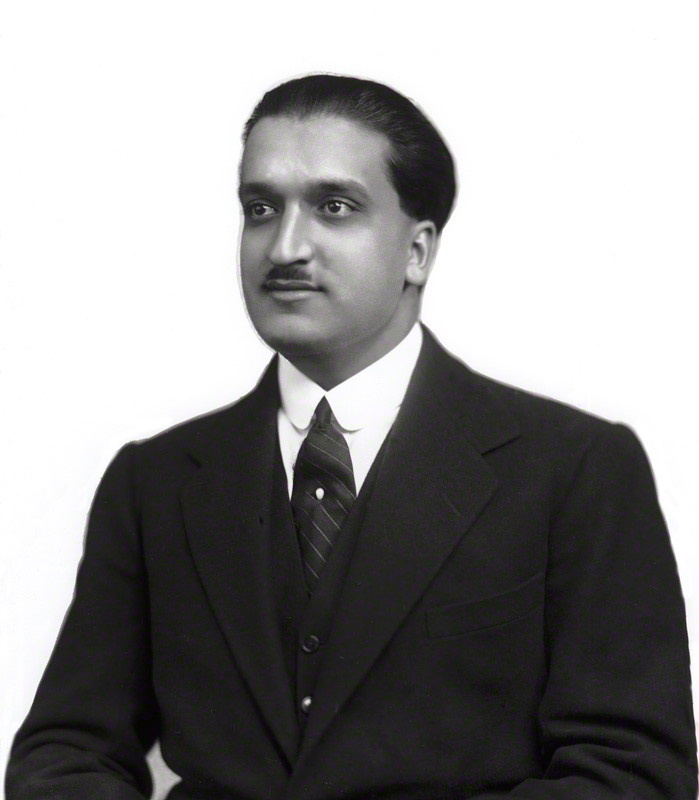
Maharaja von Jammu & Kashmir, Hari Singh (1895–1961)

Hari Singh (* 23. September 1895 in Jammu; † 26. April 1961 in Bombay) war der letzte regierende Maharaja des Fürstenstaates von Jammu und Kaschmir in Indien.
Er war viermal verheiratet. Mit seiner vierten Ehefrau Maharani Tara Devi (1910–1967) hatte er einen Sohn, Yuvraj (Kronprinz) Karan Singh.

## Leben
Hari Singh wurde am 23. September 1895 im Amar Mahal Palast in Jammu als einziger überlebender Sohn von General Raja Sir Amar Singh Jamwal (14. Januar 1864 – 26. März 1909), dem jüngeren Sohn des Generals Maharajadhiraj Sri Sir Ranbir Singh und Bruder von Lieutenant-General Maharajadhiraj Sri Sir Pratap Singh, dem damaligen Maharaja von Jammu und Kashmir geboren.

## Erziehung und Vorbereitung auf den Thron
1903 diente Hari Singh als Page für Lord Curzon bei der Delhi Durbar. Im Alter von 13 Jahren wurde Hari Singh an das Mayo College in Ajmer geschickt. 1909 starb sein Vater und die Briten entwickelten ein starkes Interesse an seiner Erziehung und beriefen Major H. K. Brar zu seinem Erziehungsberechtigten. Nach dem Mayo College ging Singh zum Imperial Cadet Corps bei Dehra Dun zum Militärtraining unter britischer Leitung. Mit 20 Jahren wurde er zum Oberbefehlshaber des Staates Kaschmir berufen.

## Herrschaft

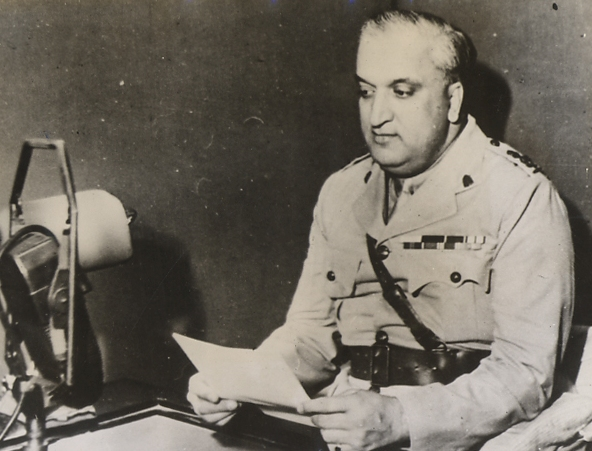
Der letzte Maharaja von Kashmir

Nach dem Tod seines Onkels Sir Pratap Singh 1925 bestieg Sir Hari Singh den Thron von Jammu und Kashmir. Er führte eine verbindliche Grundschulbildung im Staat ein, erließ Gesetze zum Verbot der Kinderehe und öffnete religiöse Stätten für Angehörige niedriger Kasten.
Singh stand dem Indischen Nationalkongress ablehnend gegenüber, da es eine enge Freundschaft zwischen dem politischen Aktivisten und Sozialisten Sheikh Abdullah und Jawaharlal Nehru gab. Ebenso lehnte er die Muslimliga wegen ihrer Zwei-Nationen-Theorie ab. Während des Zweiten Weltkriegs war Hari Singh von 1944 bis 1946 Mitglied des britischen Kriegskabinetts.
Nachdem Indien 1947 die Unabhängigkeit von Großbritannien erlangt hatte, beabsichtigte er, Kaschmir in einen unabhängigen hinduistischen Staat umzuwandeln. Dabei prüfte er auch die Möglichkeit, sich Pakistan anzuschließen, da die Bevölkerung mehrheitlich muslimisch war.
Hari Singh zeigte nach dem Inkrafttreten des Mountbattenplans am 15. August 1947 jedoch keine Anzeichen, die Unabhängigkeit seines Staates aufzugeben. Er bot beiden Ländern einen Pakt des Stillstands über eine Entscheidung an. Pakistan entschied dann, die Angelegenheit zur Entscheidung zu bringen, und ein Einmarsch von paschtunischen Stammeskriegern zur Vertreibung von Singh wurde erlaubt.
Nach C. B. Duke, dem damaligen britischen Hochkommissar in Lahore, wurde Kaschmir immer als das Land, in dem Milch und Honig fließen, angesehen und die Versuchung der Plünderungen durch die Stammeskrieger wurde dadurch gestärkt, dass man es als Unterstützung unterdrückter Muslime hervorhob.
In den frühen Stunden des 22. Oktober 1947 begann eine Invasion von tausenden Paschtunen. Sie rückten nach Srinagar vor, von wo Hari Singh herrschte. Muslimische Staatsbedienstete versagten dem Maharaja dabei die Unterstützung gegen die Invasoren. Singh bat darum Indien um Hilfe. Obwohl der indische Premierminister Nehru bereit war, Truppen zu entsenden, riet der Generalgouverneur von Indien, Lord Mountbatten of Burma, dem Maharaja dazu, sich Indien anzuschließen, bevor dieses Truppen entsandte. Um Singhs Zustimmung für den Anschluss Kaschmirs an Indien einzuholen, flog V. P. Menon, ein eng mit Sardar Vallabhbhai Patel zusammenarbeitender Beamter, am 25. Oktober nach Kaschmir. Am 26. Oktober brachten sich Hari Singh und seine Regierung im Winterpalast in Jammu in Sicherheit, wo Singh Menon traf. Es gelang, die eingedrungenen Paschtunen durch kaschmirische Truppen für 48 Stunden bei Uri zu stoppen. Der kaschmirische Premierminister M. C. Mahajan verlangte dennoch militärische Unterstützung von Indien um jeden Preis. Er bedrängte Nehru, ihnen die Militärmacht zu geben, die sie brauchten.
In Anbetracht der Lage unterschrieb der Maharaja, aus seiner Sicht zum Wohle seines Landes, am 26. Oktober 1947 ein Dekret zum Anschluss an Indien und trat mit dem gesamten Fürstenstaat (Jammu, Kaschmir, Gilgit-Baltistan, Ladakh, Shaksgam-Tal und Aksai Chin) Indien bei. Dieser Vorgang löste den Ersten Indisch-Pakistanischen Krieg aus.
Unter dem Druck von Nehru und Vallabhbhai Patel berief Singh 1949 schließlich seinen Sohn und Erben Yuvraj (Kronprinz) Karan Singh zum Regenten von Jammu und Kashmir, auch wenn er dem Titel nach bis 1952, als die Monarchie abgeschafft wurde, der Maharaja blieb. Karan Singh wurde 1952 als Sadr-e-Riyasat (Präsident der Provinz) berufen und 1964 Gouverneur des Staates.
Hari Singh lebte zuletzt in Kaschmir im Hari Niwas Palace in Jammu. Er starb am 26. April 1961 in Bombay. Entsprechend seinem Testament wurde seine Asche nach Jammu gebracht und über Jammu und Kashmir verteilt sowie in den Tawi bei Jammu gestreut.

## Siegel des Maharaja Hari Singh

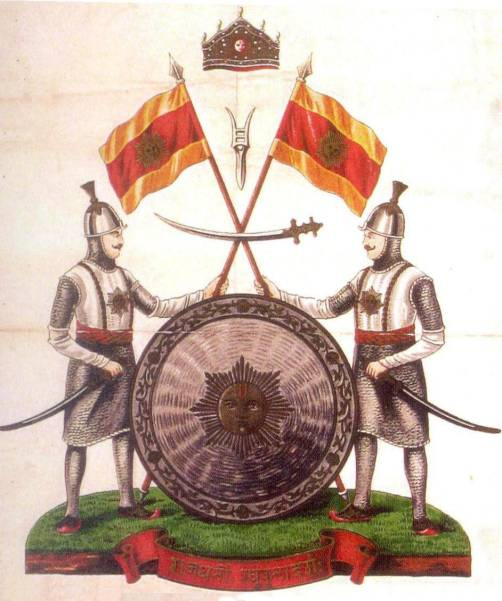
Details des Siegels

Die Britische Krone an der Spitze repräsentiert den Herrscher von Indien, dessen Vertreter in Kaschmir anwesend war. Ein Katar liegt unterhalb der Krone. Zwei Soldaten halten Fahnen. Ein Bild der Sonne zwischen ihnen symbolisiert seine mythische Abstammung von Surya, dem hinduistischen Sonnengott.

## Familie
1. Dharampur Rani Sri Lal Kunverba Sahiba; Heirat Rajkot 7. Mai 1913, starb 1915 während der Schwangerschaft. Keine Kinder
2. Chamba Rani Sahiba; Heirat: Chamba 8. November 1915, starb am 31. Januar 1920. Keine Kinder.
3. Maharani Dhanvant Kunveri Baiji Sahiba (1910–19?); Heirat: Dharampur 30. April 1923. Keine Kinder.
4. Maharani Tara Devi Sahiba von Kangra,(1910–1967); Heirat: 1928, Trennung 1950, ein Sohn
  - Yuvraj (Kronprinz), Karan Singh (9. März 1931–)

## Auszeichnungen
- Delhi Durbar Medal – 1903
- Delhi Durbar Medal – 1911
- Prince of Wales Visit Medal – 1922
- Knight Grand Commander of the Order of the Indian Empire (GCIE) – 1929 (KCIE – 1918)
- Großkreuz des Ordens der Krone von Italien – 1930
- Knight Grand Commander of the Order of the Star of India (GCSI) – 1933
- King George V Silver Jubilee Medal – 1935
- King George VI Coronation Medal – 1937
- Hon. LL.D der Punjab University – 1938
- Großoffizier der Ehrenlegion – 1938
- 1939–1945 Star – 1945
- Africa Star – 1945
- War Medal 1939–1945
- India Service Medal – 1945
- Knight Grand Cross of the Royal Victorian Order (GCVO) – 1946 (KCVO – 1922)
- Indian Independence Medal – 1947

## Nachruhm
Am 24. Januar 2017 wurde die Regierung von Jammu und Kaschmir von dessen Parlament dazu aufgefordert, den 23. September als den Geburtstag Singhs zu einem Feiertag zu erklären. Der Antrag wurde von Ajatshatru Singh, einem Enkel von Hari Singh und Vertreter der BJP im Parlament, eingebracht. Unterstützt wurde der Antrag von Vertretern der PDP. Begründet wurde der Antrag damit, dass Hari Singh Jammu und Kaschmir seine Identität nach Artikel 370 der indischen Verfassung gegeben habe, und er solle die Bedeutung der Dogra Könige für die Entwicklung Kaschmirs deutlich machen. Die Regierung erklärte in einer Debatte über den Antrag, dass es angesichts der Zahl der bereits existierenden Feiertage nicht möglich sei, diesen Tag zum Feiertag zu erklären. Das Parlament beschloss, den Antrag entgegen der Praxis, Anträge von Abgeordneten bei Einsprüchen der Regierung zurückzuziehen, dennoch anzunehmen.